# Gaius Marcius Macedo
Gaius Marcius Macedo (oder Macedonicus) (vollständige Namensform Gaius Marcius Gai filius Macedo oder Macedonicus) war ein im 1. und 2. Jahrhundert n. Chr. lebender Angehöriger des römischen Ritterstandes (eques).
Durch ein Militärdiplom ist belegt, dass er im Jahr 99 n. Chr. Kommandeur der Ala Gemina Colonorum war, die zu diesem Zeitpunkt in der Provinz Galatia et Cappadocia stationiert war.